# Nawabad
Nawabad ist eine afghanische Stadt in der Provinz Kunduz im Distrikt Char Darah.

## Bevölkerung
In Nawabad leben etwa 15.000 Personen (Stand 2011), die mehrheitlich der Ethnie der Paschtunen angehören.

## Geschichte
Im Krieg in Afghanistan 2001–2021 lag Nawabad im Verantwortungsbereich der Bundeswehr im Unruhedistrikt Chahar Darreh in der Provinz Kunduz. Es galt lange Zeit als Hochburg der Taliban. Mit seinen geschätzten 10.000 bis 15.000 Einwohnern war Nawabad der mit Abstand größte Ort des Distrikts. Die Situation wurde deshalb als erfolgskritisch für den die Sicherheitslage und den Operationserfolg der Bundeswehr im Norden des Landes betrachtet.
Im Herbst 2011 war Nawabad über mehrere Wochen lang das Hauptziel von verschiedenen Phasen der Operation Omed (afghanisch für „Hoffnung“). In dieser Zeit zeigte die Bundeswehr massive Präsenz in der Stadt. Teilweise waren bis zu 900 Soldaten zeitgleich im nördlichen Chahar Darreh eingesetzt. Durch die intensive Operationsführung der deutschen Ausbildungs- und Schutzbataillone gelang es, die Feindkräfte so unter Druck zu setzen, dass sie zu einem massenhaften Ausweichen in den Nachbardistrikt gezwungen waren. Diese Entwicklung wird als einer der größten militärischen Erfolge der Bundeswehr im Jahre 2011 im Raum Kunduz betrachtet.
Im Rahmen dieser Operationen fand im September 2011 in Nawabad auch eine Schura statt. Dabei trafen sich die Dorfältesten mit Soldaten der International Security Assistance Force (ISAF) und der Afghanische Nationalpolizei (ANP), um über die weitere Vorgangsweise und mögliche Entwicklungsprojekte zu verhandeln.